# Дивриг
Дивриг, епископ Эргинга (валл. Dyfrig), также известный как Дубриций (лат. Dubricius; ок. 465 или 475 году — ок. 525 или ок. 546 или в 560 году) — валлийский святой. Проповедовал в Эргинге и на бо́льшей части юго-восточного Уэльса. Почитается в католицизме, англиканстве и православии.
Согласно легенде, Дивриг был рукоположён в архиепископы Лландафа святым Германом Осерским и позже короновал короля Артура (Арториуса сына Мавриция). Является действующим лицом в «Истории королей Британии» Гальфрида Монмутского и «Романе о Бруте» нормандского поэта Васа, основанном на труде Гальфрида. В XIX веке Альфред Теннисон вывел его в своих «Королевских идиллиях».
День памяти — 14 ноября. В Русской православной церкви память совершается в Третью неделю по Пятидесятнице, в день празднования Собора Британских и Ирландских святых.

## Жизнь
Дивриг — внебрачный сын Эфрддил, дочери короля Эргинга Пейбио по прозвищу Прокажённый. Обнаружив, что дочь беременна, король бросил её в реку Уай, но девушка не утонула. Дивриг родился в Мадли в Херефордшире, Англия. Его мать примирились со своим отцом, когда будучи ещё младенцем Дивриг прикоснулся к королю и тем излечил его от проказы.
Мальчик был развит не по годам и стал известным по всей Британии учёным ещё до достижения зрелости. Дивриг основал монастырь в Хентланде, а затем ещё один в Мокке (оба в Херефордшире). Среди его учеников было много валлийских святых, в том числе Тейло Лландафский и Самсон Дольский. Святой обладал даром исцелять больных возложением рук. Посвящения в Порлоке и около Люккомба на побережье Эксмур в Сомерсете указывают на то, что он проповедовал в этих местах. Дивриг стал епископом Эргинга, возможно с резиденцией в Каэр-Ариконе, и, вероятно, имел влияние в Гвенте и в Гливисинге — территории будущей епархии Лландафа. Тем не менее, возможно его единственной обязанностью было рукоположение священников, а административной главой церкви он не был. Дивриг был другом святым Ильтуду и Самсону и присутствовал на синоде в Лланддеви Брефи, где, как говорят, отказался от епископства в пользу святого Давида. Он удалился на остров Бардси, где вскоре умер и был похоронен. В 1120 году мощи были перенесены в собор Лландафа. Тейло стал преемником Диврига на посту епископа Лландаффа и основал первую церковь в Лландаффе, возглавил монастырскую школу и стал епископом в Гливисинге и Гвенте.
Обычно его изображают держащим два посоха, обозначающих его юрисдикцию над кафедрами Каэр-Леона (Каэр-Легион гуар Уиск) и Лландава и архиепископский крест, видимо верховенство над епископом Меневии - Святым Дэви и епископом Лландава - Святым Тейло.
Его ученики — Гурфан, Арвистл, Инабуи, Увелвиу, Аетан — впоследствии стали епископами Гвента и Эргинга и Элуистла. Другие его известные истории ученики — Итно, аббат Болгроса, Элхеарн, аббат Ланна Гуорбо (Гаруэй), Гуртогуи, аббат Ллантеви, и Гвернабуи, аббат Гартбенни.
Святому Дивригу посвящены ряд англиканских церквей в Херефордшире и Сомерсете (Англия), а также церкви в Брекнокшире и Ньюпорте (Уэльс). Лландафский собор в Кардиффе посвящён святым Петру и Павлу, а также трём валлийским святым: Дивригу, Тейло и Удоцею. Ему посвящена католическая церковь в Трефоресте, Уэльс.